# Чернявский, Евгений Александрович
Евгений Александрович Чернявский (род. 27 января 1984, Куйбышев, СССР) — российский профессиональный баскетболист и функционер, игравший на позиции атакующего защитника.

## Карьера
В 2000 году начал профессиональную карьеру в УНИКС-2. Чернявский семь лет выступал за молодежную команду УНИКСа, после чего был переведён в основной состав, но игровой практики в команде мастеров так и не получил. В 2008-2009 годах Евгений был отправлен в аренду в БК «Рязань». Через год перебрался в «Нижний Новгород», с которым в сезоне 2009/2010 выиграл чемпионат Суперлиги Б. В 2010 году Евгений вновь вернулся в «Рязань» и дошёл со своей командой до 1/4 финала стадии плей-офф.
В 2011 году подписал контракт с основной командой УНИКСа, однако игровой практики в элите российского баскетбола практически не имел, выступая преимущественно за дублирующий состав. В составе «молодёжки» Евгений провел 30 игр, набирая 13,5 очков, отдавая 4 результативных передачи и совершая 2,5 подбора за 30 минут игрового времени.
Сезон 2012/2013 провёл в «Рускон-Мордовия».
В сентябре 2019 года Чернявский был назначен спортивным директором молодёжного проекта ЦСКА.

## Достижения
- Победитель Суперлиги Б: 2009/2010